# 冰島人名
冰島人名有別於東亞或西方國家使用的的家族姓氏，遵循以父名为姓的习俗（也有情况以母名为姓）。冰島人名的姓氏顯示的是父親的名字，而不是家族。這種命名方式本是北歐地區的傳統，包括挪威、瑞典、丹麥、法羅群島，以及俄羅斯在歷史上都曾遵循以父名为姓的习俗。但時至今日只有冰島完整保留了此傳統。有些北歐國家後來重新在法律上允許這種命名方式（丹麥2005年，法羅群島1992年，挪威2002年，瑞典1982年）。俄罗斯则因人口較高，後來改用家族姓氏，而父名則成為中間名和尊稱。
有些冰島人拥有并使用家族姓氏，通常是旅居其他國家時自原本的姓直接化用。例子有前總理蓋爾·哈爾德、足球明星埃聚爾·古德約翰森、演員安妮塔·布林、導演巴尔塔萨·科尔马库尔·桑佩尔。1925年前冰島法律允許人們自行挑選家族姓氏使用，如諾貝爾文學獎得主赫爾多爾·拉克斯內斯，但1925年後不再允許新創家族姓氏，只有本來就有家族姓氏的人可以繼續使用。
冰島人取的名字如果先前沒有在冰島使用過，必須先經冰島人名委員會同意才能使用。判決的標準是名字必須能合乎冰島語的文法規則（能夠正常變格）、並且只能遵循冰島文正字法拼成。
通常名字必須符合性別，但也有个例——2013年法院推翻了人名委員會的決議，允許一名女孩繼續使用她的男性名字布莱尔（Blær），这个名字取自拉克斯內斯小說中的一名女性角色。她的母親在取名時并不知道该名是陽性的。

## 基本命名方式
若一位名叫约恩·埃纳尔松（Jón Einarsson）的父親，將兒子取名為奥拉维尔（Ólafur），則奥拉维尔不會繼承父親的姓埃纳尔松，而會姓约恩松（Jónsson），意為约恩（Jón）之（s）子（son）。同樣的規則也用在女性，约恩的女兒會姓约恩斯多蒂尔（Jónsdóttir），意即约恩（Jón）之（s）女（dóttir）。

冰島人族譜示例。父親的名為斯特凡（Stefán），則兒子的姓為斯蒂芬森（Stefánsson，斯特凡之子），女兒的姓為斯特凡斯多蒂尔（Stefánsdóttir，斯特凡之女）。父親的姓為古納爾森（Gunnarsson，古納爾之子），表示祖父名为古納爾（Gunnar）。

有時孩子的姓氏可能取自父親的中間名而非首名（first name）。如希奥马尔·阿尔纳尔·维尔希奥姆松（Hjálmar Arnar Vilhjálmsson）的兒子既可能姓希奥马尔松（Hjálmarsson） 也可能姓阿尔纳尔松（Arnarsson）。原因可能是父親平常就傾向用中間名，或是單純偏好用中間名產生的姓氏。
傳統上，如果一個社交圈中有兩個人的名字和父姓都相同，他們會用祖父的名字來區分，如约恩·索尔松·比亚尔纳尔索纳尔（Jón Þórsson Bjarnarsonar，比亚尔尼之子索尔的兒子约恩）和约恩·索尔松·哈德尔索纳尔（Jón Þórsson Hallssonar，哈德尔之子索尔的兒子约恩）。這個傳統已經少見，現較常用中間名區分，但在冰島史詩中很常見。

## 以母亲名为姓
大多數冰島姓氏都是以父亲的名字为姓，但有時也會出現以母亲的名字为姓的情况。可能的原因包括父亲不詳、父子斷絕關係、父母離婚、或是基於性別平等立場，或其他個人因素。使用母姓的方式的基本原則和父姓一致，如果母親的名字是布琳迪丝（Bryndís），她的兒子奥拉维尔（Ólafur）在这个原则下就姓布林迪萨尔松（Bryndísarson），意即布琳迪丝的兒子。
知名的例子有足球运动員海達爾·赫爾古森、小說家居兹伦·埃娃·米内尔维多蒂尔（Guðrún Eva Mínervudóttir）、中世紀詩人埃利夫尔·戈兹吕纳尔松（Eilífr Goðrúnarson）。冰島喜劇電影《比亚德恩夫雷扎尔松》（Bjarnfreðarson）中，主角的名字比亚德恩夫雷扎尔松因姓氏取自母名而成為嘲笑的對象，造成主角的激進女性主義和對父親感到的羞愧，是故事的主軸之一。
有些人同時有父姓和母姓，如雷克雅維克市長达居尔·贝尔格索尔吕松·埃格特松（贝尔格索拉和埃格特的兒子达居尔）。前述在法院判決中得以繼續使用自己名字的布莱尔也是如此，她的全名是布莱尔·比亚卡尔多蒂尔·鲁纳尔斯多蒂尔（Blær Bjarkardóttir Rúnarsdóttir，比约尔克和鲁娜尔的女兒布莱尔）。

## 家族姓氏
少数冰岛人拥有家族姓氏。以下是2002年統計最常見的家族姓氏，括號內為使用人數。
1. 托拉伦森（Thorarensen，295）
2. 布伦达尔（Blöndal，285）
3. 汉森（Hansen，276）
4. 奥尔森（Olsen，193）
5. 默勒（Möller，189）
6. 托罗特森（Thoroddsen，178）
7. 安德森（Andersen，176）
8. 尼尔森（Nielsen，172）
9. 贝格曼（Bergmann，156）
10. 托尔拉休斯（Thorlacius，144）
11. 布里姆（Briem，134）

## 稱呼他人
有別於大多數西方國家用稱謂加姓氏作為正式稱呼，冰島人的正式稱呼只用名字（偶爾用全名）。冰島歌手碧玉（Björk）用的就是她的本名，她的全名是比约克·居兹蒙德斯多蒂尔（Björk Guðmundsdóttir），不論在正式或非正式場合，都會是用Björk來稱呼她，而不會稱為“居兹蒙德斯多蒂尔女士”。
當有兩個名字相同的人在場時，可以將姓氏縮短後稱全名，如约恩·斯特凡松（Jón Stefánsson）和约恩·索尔拉克松（Jón Þorláksson）可分別稱呼為约恩·斯特凡斯（Jón Stefáns）和约恩·索尔拉克斯（Jón Þorláks），或是改用兩人的中間名。在現代，當父母給小孩取的名字很常見時，幾乎都會同時取一個中間名。

## 其他影響
在冰島，將人名列出清單時，會用名字的字母順序，而非姓氏。在電話簿為了進一步區分，會再列出職業。
冰島人家庭可能每個人的姓都不一樣。例如约恩·埃纳尔松（Jón Einarsson）和布琳迪丝·阿特拉多蒂尔（Bryndís Atladóttir）的兩個孩子分別叫作奥拉维尔·约恩松（Ólafur Jónsson）和卡特琳·约恩斯多蒂尔（Katrín Jónsdóttir）。在旅遊至北歐以外的地區時，可能引起海關人員的疑惑。
冰島人移居至其他國家時，通常會改用當地的命名傳統，最常見的情況是把原本的父姓轉為家族姓氏。加拿大的曼尼托巴就有為數不小的冰島裔人民。